# Nidwald
O Cantão de Nidwalden (Nidwalden em alemão, oficialmente Unterwalden nid dem Wald) é um semicantão da Suíça. Forma com o semicantão de Obwalden o cantão histórico de Unterwalden. A língua oficial deste cantão é o alemão.
O cantão é um dos que partilham o Lago dos Quatro Cantões, e assim como outros 10 cantões, este não tem distritos, mas está dividido directamente em comunas.